# Christian Manable
Pour les articles homonymes, voir Manable.
Christian Manable né à Amiens, le 19 juin 1948 est un homme politique français, sénateur de la Somme et élu local.

## Biographie
Après des études secondaires au lycée Louis-Thuillier d'Amiens, il poursuit des études d'histoire et est durant toute sa carrière professionnelle professeur d'histoire-géographie au collège Jean Rostand de Doullens dans la Somme. 

### Un élu local
Le syndicalisme le conduit à l'engagement associatif et politique à gauche. Il fonda avec d'autres, en 1990, l'Association du Pays des Coudriers, dont la vocation est de promouvoir l'histoire, les traditions et le patrimoine architectural et naturel des 24 communes du canton de Villers-Bocage et d'autres lieux de la Somme. Il est directeur de la publication de la revue, Histoire et traditions du Pays des Coudriers.
Son engagement au niveau local lui permet d'être élu conseiller municipal de Rainneville (Somme) jusqu'en 2014. Il le redevient en 2020 et devient par la même occasion conseiller communautaire de la Communauté de communes du Territoire Nord Picardie.
En 1992, il est élu pour la première fois conseiller général du canton de Villers-Bocage, succédant à Pierre Claisse.
En 2008, le Conseil général de la Somme bascule à gauche et il en est élu président du 20 mars 2008 au 2 avril 2015.

### Sénateur
En 2004, il est candidat aux élections sénatoriales sans succès. Il se représente de nouveau aux élections sénatoriales de 2014 et il est élu au scrutin de liste à représentation proportionnelle, sénateur de la Somme le 28 septembre 2014 avec 411 voix soit (23,62%),. 